# Селци Ђаковачки
Селци Ђаковачки су насељено место у саставу града Ђакова у Осјечко-барањској жупанији, Република Хрватска.

## Историја
До територијалне реорганизације у Хрватској налазили су се у саставу старе општине Ђаково.

## Становништво
На попису становништва 2011. године, Селци Ђаковачки су имали 1.796 становника.

## Попис1991.
На попису становништва 1991. године, насељено место Селци Ђаковачки је имало 2.064 становника, следећег националног састава:
| Попис 1991.‍   | Попис 1991.‍  | Попис 1991.‍ | Попис 1991.‍ | Попис 1991.‍ |
| ------------- | ------------ | ----------- | ----------- | ----------- |
|               |              |             |             |             |
| Хрвати        | Хрвати       |             | 1.975       | 95,68%      |
| Мађари        | Мађари       |             | 51          | 2,47%       |
| Словаци       | Словаци      |             | 4           | 0,19%       |
| Срби          | Срби         |             | 3           | 0,14%       |
| Муслимани     | Муслимани    |             | 2           | 0,09%       |
| Немци         | Немци        |             | 2           | 0,09%       |
| Југословени   | Југословени  |             | 1           | 0,04%       |
| неопредељени  | неопредељени |             | 3           | 0,14%       |
| непознато     | непознато    |             | 23          | 1,11%       |
| укупно: 2.064 |              |             |             |             |